# Zivile Luftfahrt

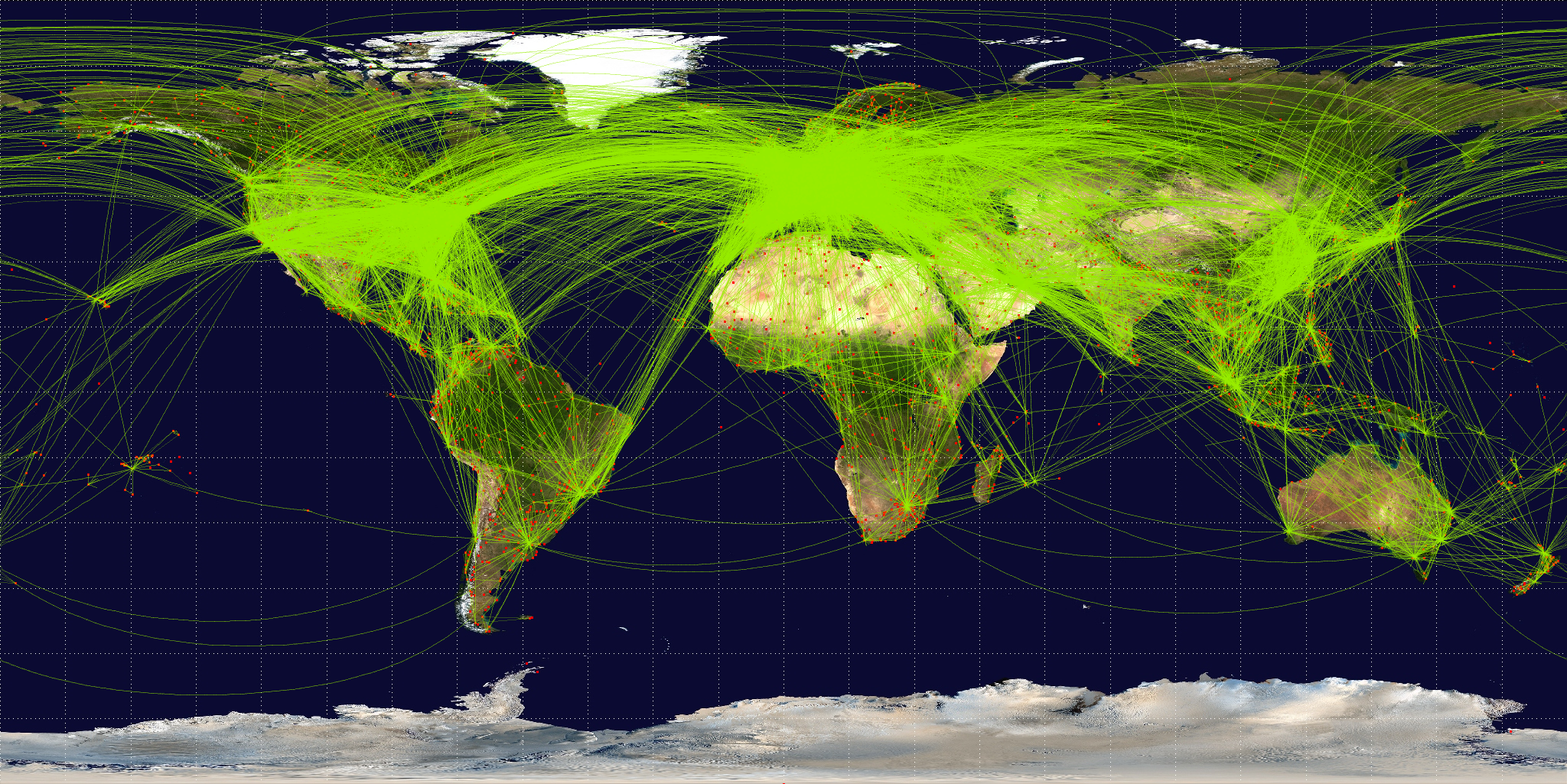
Globales Routennetz ziviler Fluggesellschaften im Jahr 2009

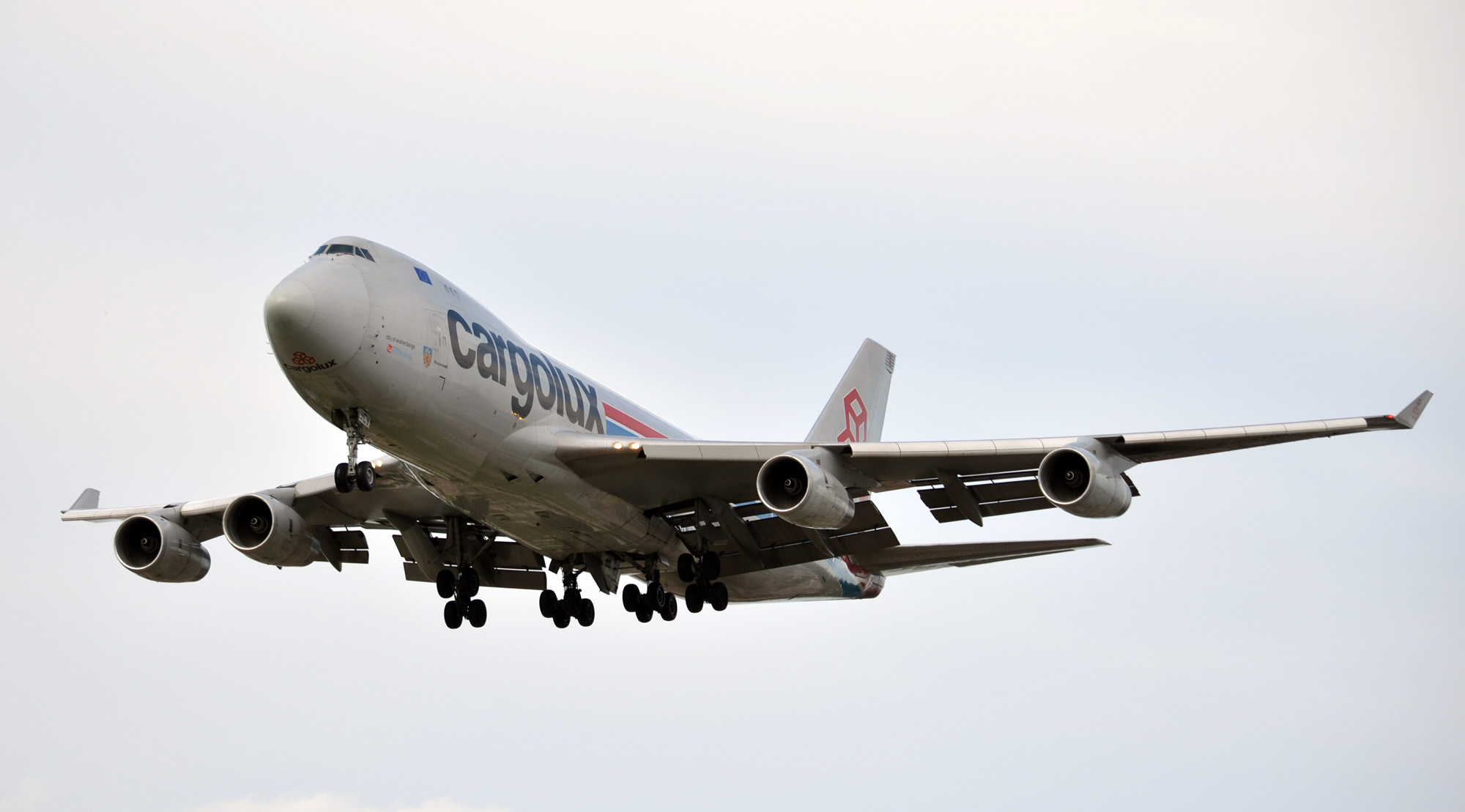
Boeing 747 einer zivilen Frachtfluggesellschaft

Unter ziviler Luftfahrt versteht man land- und seegestützte Luftfahrt zu zivilen Zwecken (zum Beispiel Passagier- und Frachttransport, Verkehrs- und Wetterüberwachung) sowie Forschungseinrichtungen und Flugzeughersteller, die der zivilen Luftfahrt dienen.
Der nicht-zivile Bereich der Luftfahrt ist die militärische Luftfahrt.
Die zivile Luftfahrt wird in die beiden folgenden Hauptkategorien eingeteilt:
- Allgemeine Luftfahrt (General Aviation):  Es handelt sich hierbei um den nach der Anzahl der Luftfahrtgeräte größten Bereich der zivilen Luftfahrt. Die allgemeine Luftfahrt umfasst jeglichen zivilen Luftverkehr mit Ausnahme des Linien- und Charterverkehrs mit Verkehrsflugzeugen durch Fluggesellschaften. Luftrechtlich gehört zur allgemeinen Luftfahrt neben dem privaten Flugverkehr auch der Geschäftsflugverkehr.
- Gewerblicher Luftverkehr: Flugbetrieb, der die entgeltliche Beförderung von Fluggästen, Fracht oder Post im Linienflug- oder Charterflugverkehr umfasst, wird als gewerblicher Luftverkehr bezeichnet.[1]

Die zivile Luftfahrt fällt in Deutschland in den Zuständigkeitsbereich des Luftfahrt-Bundesamts, welches der Aufsicht durch das Bundesministerium für Digitales und Verkehr unterliegt. Für die Koordination und Überwachung der zivilen Flugsicherung ist in Deutschland das Bundesaufsichtsamt für Flugsicherung zuständig. Die wirtschaftlichen Interessen an der zivilen Luftfahrt in Deutschland vertritt der Bundesverband der Deutschen Luftverkehrswirtschaft. Die Herstellergruppe Air Transport (Lufttransport) des Bundesverbands der Deutschen Luft- und Raumfahrtindustrie vertritt die Interessen der Hersteller für Flugzeuge und Fluggeräte im Bereich der zivilen Luftfahrt.
Die Belange der zivilen Luftfahrt in Österreich fallen in die Zuständigkeit der Austro Control. Für die Schweiz ist das Bundesamt für Zivilluftfahrt zuständig. Für einheitliche Standards zur Sicherheit der zivilen Luftfahrt in der Europäischen Union sorgt die Europäische Agentur für Flugsicherheit.
Um die Regeln der zivilen Luftfahrt international zu vereinheitlichen, wurde die Internationale Zivilluftfahrt-Organisation (engl. International Civil Aviation Organisation ICAO) gegründet. Sie spricht Empfehlungen und Richtlinien aus, die von den Mitgliedstaaten – mit gelegentlichen Modifikationen – umgesetzt werden. Auch Nichtmitgliedstaaten lehnen sich oft an diese Empfehlungen und Richtlinien an. Seit 1994, dem 50. Jahrestag des Bestehens der ICAO, wird alljährlich am 7. Dezember der internationale Tag der zivilen Luftfahrt (International Civil Aviation Day) begangen. Eine unabhängige, regionale Unterorganisation der ICAO für Europa ist die Europäische Zivilluftfahrt-Konferenz.
Die internationale Organisation der Fluggesellschaften ist die International Air Transport Association (IATA).